# Bodens södra skjutfält
Bodens södra skjutfält är ett militärt skjutfält som är beläget söder om Luleälven, strax söder om Bodens stad och ligger inom Bodens kommun, Piteå kommun, Luleå kommun och Älvsbyns kommun.

## Historik
Bakgrunden till skjutfältet går tillbaka till 1894, då staten började förvärva mark till Bodens fästning. Under 1980-talet byggdes skjutfältet om, för att möta nya behov inom Försvarsmakten. Skjutfältet har sedan det började användas bland annat varit huvudskjutfält för de fältartilleriförband som utbildats i Boden, bland annat Norrbottens artillerikår (A 5) och senare Bodens artilleriregemente (A 8).

## Verksamhet
Skjutfältet har en areal på 15.000 hektar och förvaltas av Norrbottens regemente (I 19) men nyttjas även av andra förband i området som Bodens artilleriregemente (A 8) och Norrbottens flygflottilj (F 21) samt av gästande förband från övriga delar av Sverige.